# 22.ª edición de los Premios Grammy
La 22.ª edición de los Premios Grammy se celebró el 27 de febrero de 1980 en el Shrine Auditorium de Los Ángeles, en reconocimiento a los logros discográficos alcanzados por los artistas musicales durante el año anterior. El evento fue presentado por Kenny Rogers y fue televisado en directo en Estados Unidos por CBS. La banda The Doobie Brothers fue la gran ganadora obteniendo un total de cuatro galardones.
Esta edición incorporó por primera vez varias categorías nuevas como las dedicadas a rock. También el premio a la mejor grabación de disco, si bien esta última categoría solamente fue otorgada en esta edición.

## Ganadores

### Generales
- Grabación del año
  - Ted Templeman (productor); The Doobie Brothers (intérpretes) por "What a Fool Believes"
- Álbum del año
  - Phil Ramone (productor) & Billy Joel por 52nd Street
- Canción del año
  - Kenny Loggins & Michael McDonald (compositores); The Doobie Brothers (intérpretes) por "What a Fool Believes"
- Mejor artista novel
  - Rickie Lee Jones

### Clásica
- Mejor grabación clásica de orquesta
  - James Mallinson (productor), Georg Solti (director) & Chicago Symphony Orchestra por Brahms: Symphonies (1-4)
- Mejor interpretación solista vocal clásica
  - Luciano Pavarotti & Bologna Orchestra por O Sole Mio - Favorite Neapolitan Songs
- Mejor grabación de ópera
  - Vittorio Negri (productor), Colin Davis (director), Heather Harper, Jonathan Summers, Jon Vickers & Royal Opera House Orchestra por Britten: Peter Grimes
- Mejor interpretación coral (que no sea ópera)
  - Georg Solti (director), Margaret Hillis (choir director), & Chicago Symphony Orchestra & Chorus por Brahms: A German Requiem
- Mejor interpretación clásica - Solista o solistas instrumentales (con orquesta)
  - Claudio Abbado (director), Maurizio Pollini & Chicago Symphony Orchestra por Bartók: Piano Cons. Nos. 1 & 2
- Mejor interpretación clásica - Solista o solistas instrumentales (sin orquesta)
  - Vladimir Horowitz por The Horowitz Concerts 1978/79
- Mejor interpretación de música de cámara
  - Dennis Russell Davies (director) & St. Paul Chamber Orchestra por Copland: Appalachian Spring
- Mejor álbum de música clásica
  - James Mallinson (productor), Georg Solti (director) & Chicago Symphony Orchestra por Brahms: Symphonies (1-4)

### Comedia
- Mejor grabación de comedia
  - Robin Williams por Reality...What a Concept

### Composición y arreglos
- Mejor composición instrumental
  - John Williams (compositor) por "Superman Main Title Theme"
- Mejor banda sonora original de película o especial de televisión
  - John Williams (compositor) por Superman
- Mejor arreglo instrumental
  - Claus Ogerman (arreglista); George Benson (intérprete) por "Soulful Strut"
- Mejor arreglo de acompañamiento para vocalista(s)
  - Michael McDonald (arreglista); The Doobie Brothers (intérpretes) por "What a Fool Believes"

### Country
- Mejor interpretación vocal country, femenina
  - Emmylou Harris por Blue Kentucky Girl
- Mejor interpretación vocal country, masculina
  - Kenny Rogers por "The Gambler"
- Mejor interpretación country, duo o grupo
  - The Charlie Daniels Band por "The Devil Went Down to Georgia"
- Mejor interpretación instrumental country
  - Doc Watson & Merle Watson por "Big Sandy / Leather Britches"
- Mejor canción country
  - Debbie Hupp & Bob Morrison (compositor); Kenny Rogers (intérprete) por "You Decorated My Life"

### Disco
- Mejor grabación de disco
  - Dino Fekaris & Freddie Perren (productores) & Gloria Gaynor por "I Will Survive"

### Espectáculo musical
- Mejor álbum de espectáculo con reparto original
  - Stephen Sondheim (compositor y guionista), Thomas Z. Shepard (productor) & el elenco original con Angela Lansbury & Len Cariou por Sweeney Todd

### Folk
- Mejor grabación étnica o tradicional
  - Muddy Waters por Muddy "Mississippi" Waters Live

### Gospel
- Mejor interpretación gospel, tradicional
  - Blackwood Brothers por Lift Up the Name of Jesus
- Mejor interpretación gospel, contemporánea
  - The Imperials por Heed the Call
- Mejor interpretación gospel soul tradicional
  - Mighty Clouds of Joy por Changing Times
- Mejor actuación gospel soul, contemporánea
  - Andrae Crouch por I'll Be Thinking of You
- Mejor interpretación inspiracional
  - B. J. Thomas por You Gave Me Love (When Nobody Gave Me a Prayer)

### Hablado
- Mejor grabación hablada
  - John Gielgud por Ages of Man - Readings From Shakespeare

### Histórico
- Mejor álbum histórico reembalado
  - Michael Brooks & Jerry Korn (productores) por Billie Holiday - Giants of Jazz

### Infantil
- Mejor grabación para niños
  - Jim Henson & Paul Williams (productores); The Muppets (intérpretes) por The Muppet Movie

### Jazz
- Mejor interpretación jazz de solista
  - Oscar Peterson por Jousts
- Mejor interpretación jazz de grupo
  - Chick Corea & Gary Burton por Duet
- Mejor interpretación jazz de big band
  - Duke Ellington por Duke Ellington at Fargo, 1940 Live
- Mejor actuación de jazz fusión
  - Weather Report por 8:30
- Mejor interpretación jazz vocal
  - Ella Fitzgerald por Fine and Mellow

### Latina
- Mejor grabación latina
  - Irakere por Irakere